# Тундра гір Елсворта
Тундра гір Елсворта — антарктичний екорегіон тундри, розташований в Західній Антарктиді.

## Географія
Екорегіон тундри гір Елсворта охоплює вільні від постійного льоду ділянки, розташовані в горах Елсворта — найвищих горах Антарктиди, які простягаються з півночі на південь уздовж південно-західної частини шельфового льодовика Фільхнера, який займає південну частину моря Ведделла. Гори Елсворта складаються з двох гірських хребтів — Сентінел на півночі та Герітедж на півдні, розділених льодовиком Міннесота. В хребті Сентінел розташована гора Вінсон — найвища вершина Антарктиди заввишки 4892 м. Гори Елсворта були відкриті лише у 1935 році під час трансантарктичного перельоту, який здійснював Лінкольн Елсворт.
Більшість вільних від льоду ділянок екорегіону являють собою нунатаки — поодинокі скелясті гірські вершини, що підіймаються над поверхнею льодовика. Середня висота екорегіону становить 1800 м над рівнем моря. Це найвисокогірніший екорегіон Антарктиди.
На східну частину Землі Елсворта, у якій розташовані гори Елсворта, претендує Чилі як на частину Чилійської Антарктичної Території, однак згідно Договору про Антарктику усі територіальні претензії в Антарктиці заморожені до 2048 року.

## Клімат
В межах екорегіону переважає дуже холодний клімат льодовикової шапки (EF за класифікацією кліматів Кеппена). Середньорічна температура в горах Елсвотра становить -30°C, влітку вона не підіймається вище -5 °C, а взимку може опускатися до -50 °C. Територія екорегіону лежить на південь від Південного полярного кола. Влітку тут триває полярний день, а взимку — полярна ніч.

## Флора і фауна
Внаслідок відносної недоступності та негостинності екорегіону його біорізноманіття є недостатньо дослідженим. Більшість зареєстрованих видів в екорегіоні є лишайниками, а мохів або безхребетних тварин в екорегіоні зареєстровано дуже мало. Свідчення про гніздування птахів в екорегіоні відсутні. Навіть видове різноманіття мікробів в екорегіоні є низьким, порівняно з іншими частинами Антарктиди. У ході дослідження 2012 року в горах Елсворта був відкритий новий вид лишайників — Opegrapha edsonii, який живе у багаторічній мерзлоті.

## Збереження
Територія екорегіону перебуває під захистом Протоколу про охорону навколишнього середовища згідно Договору про Антарктику. Особливі антарктичні природоохоронні території в екорегіоні відсутні. Єдиною науковою станцією в екорегіоні є чилійська станція Теньєнте Артуро Пароді Алістер, персонал якої нараховує 25 людей. Також в горах Елсворта розташований табір на льодовику Юніон, який щороку відвідують до 700 екстремальних туристів.